# 彻剪龙属
彻剪龙（属名：Zapsalis）是驰龙亚科兽脚类恐龙的一个属，也是一个“牙齿分类单元”，因化石仅含零散的牙齿而常被视为疑名。
模式种是研磨彻剪龙（Zapsalis abradens），化石发现于蒙大拿州朱迪思河组，地质年龄可以追溯到7500万年前的坎帕阶。恐龙公园组亦发现更多归入彻剪龙的牙齿，年龄也可以追溯到大约7500万前。尽管也在其它不同时期的地层中发现类似牙齿并归入该属，但它们很可能属于新属新种。
1876年，爱德华·德林克·科普（Edward Drinker Cope）根据蒙大拿州发现的一颗牙齿命名研磨彻剪龙，该标本目前编号为AMNH 3953。属名取自希腊语za~（“彻底地”）和psalis（“〔一双〕剪刀”），种名在拉丁语中意为“研磨”。
1964年，理查德·埃切斯（Richard Estes）将彻剪龙列入近爪牙龙的异名，但朱莉亚·桑基（Julia Sankey）等人2002年得出结论称这些牙齿代表单独的“驰龙？形态型A”。2013年，德雷克·拉森（Derek Larson）和菲力·柯里（Philip Currie）将彻剪龙确认为分布于朱迪思河及恐龙公园组的有效分类单元。牙齿典型特征是圆润小齿、垂直后缘及垂直沟槽的组合。来自更古老的牛奶河组的类似牙齿被归入彻剪龙近似种（cf. Zapsalis）。2019年，柯里和埃文斯在一篇描述蓝氏蜥鸟盗龙完整颅骨的论文中宣布，来自恐龙公园组的“彻剪龙”牙齿代表该物种已知第二颗前颌齿。